# Hovuni
Hovuni (en arménien Հովունի) est une communauté rurale du marz de Shirak en Arménie. En 2008, elle compte 693 habitants.